# Gerhard Seewann
Gerhard Seewann (* 1944) ist ein deutscher Historiker und Philosoph.

## Leben
Nach dem Studium der Geschichte und Philosophie in Graz war Gerhard Seewann zunächst im Archiv der deutschen Jugendbewegung auf Burg Ludwigstein sowie an der Universität München tätig. 1980 übernahm er die Leitung der Bibliothek des Südost-Instituts in München. Hier betreute er zahlreiche Projekte zur Minderheitenforschung, wobei sein eigener Schwerpunkt auf Ungarn lag. Anfang 2007 übernahm Seewann die mit Bundesmitteln neu eingerichtete Stiftungsprofessur für die Geschichte der Deutschen im südöstlichen Mitteleuropa an der Universität Pécs, wo er bis 2015 lehrte.

## Publikationen
- (mit Michael Portmann): Donauschwaben. Deutsche Siedler in Südosteuropa. 2. Aufl. Donauschwäbisches Zentralmuseum, Ulm 2020, ISBN 978-3-936168-88-4.

- Geschichte der Deutschen in Ungarn, Band 1: Vom Frühmittelalter bis 1860. Herder-Institut, Marburg 2013, ISBN 978-3-87969-373-3.
- Geschichte der Deutschen in Ungarn, Band 2: 1860 bis 2006. Herder-Institut, Marburg 2012, ISBN 978-3-87969-374-0.
- Ungarndeutsche und Ethnopolitik. Ausgewählte Aufsätze. Osiris, Budapest 2000, ISBN 963-379-852-3.
- Bestandskatalog der Bibliothek des Südost-Instituts München. T. 1: Druckschriften 1529-1945. Oldenbourg, München 1990, ISBN 3-486-55031-4.
- Österreichische Jugendbewegung 1900 bis 1938: Die Entstehung der deutschen Jugendbewegung in Österreich-Ungarn 1900–1914 und die Fortsetzung in ihrem katholischen Zweig "Bund Neuland" von 1918 - 1938. 2. Aufl. Dipa-Verlag, Frankfurt/M. 1974 (Dissertation Universität Graz 1970).

## Mitherausgeber
- mit Karl-Peter Krauss und Norbert Spannenberger: Die Ansiedlung der Deutschen in Ungarn, Beiträge zum Neuaufbau des Königreiches nach der Türkenzeit. De Gruyter Oldenbourg, München 2010.
- mit Norbert Spannenberger: Akten des Volksgerichtsprozesses gegen Franz. A. Basch, Volksgruppenführer der Deutschen in Ungarn, Budapest 1945/46. München 1999, ISBN 3-486-56485-4.
- mit Mathias Beer: Südostforschung im Schatten des Dritten Reiches: Institutionen, Inhalte, Personen. Oldenbourg-Verlag, München, ISBN 3-486-57564-3.
- mit Vince Paál: Augenzeuge dreier Epochen. Die Memoiren des ungarischen Außenministers Gustav Gratz (1875–1946). Oldenbourg Verlag, München 2000, ISBN 978-3-486-58594-0.
- mit Péter Dippold: Bibliographisches Handbuch der ethnischen Gruppen Südosteuropas (= Südosteuropa-Bibliographie. Ergänzungsband 3). Oldenbourg Wissenschaftsverlag, 1997, ISBN 978-3-486-56261-3.

## Auszeichnungen
- Lenau-Preis, 2012[2]
- Preis der Suevia Pannonica, Vereinigung Ungarndeutscher Akademiker, 2015[3]